# Kazimierz Teofil Kuncewicz
Kazimierz Teofil Kuncewicz herbu Łabędź – chorąży lidzki, podsędek lidzki w latach 1670–1684, podstarości lidzki w latach 1668–1671, wojski lidzki w latach 1663–1670, sekretarz Jego Królewskiej Mości.

## Życiorys
Poseł lidzki na drugi sejm 1666 roku i sejm 1667 roku.
Jako poseł lidzki na sejm elekcyjny 1669 roku podpisał pacta conventa Michała Korybuta Wiśniowieckiego w 1669 roku. W 1674 roku był elektorem Jana III Sobieskiego z powiatu lidzkiego, podpisał jego pacta conventa. Poseł na sejm koronacyjny 1676 roku. Poseł sejmiku lidzkiego na sejm nadzwyczajny 1688/1689 roku, poseł sejmiku inflanckiego na sejm 1690 roku.